# الطوي (الحد)

تعديل مصدري - تعديل

الطوي هي إحدى قرى عزلة الحد بمديرية الحد التابعة لمحافظة لحج، بلغ تعداد سكانها 157 نسمة حسب تعداد اليمن لعام 2004.